# Elezioni politiche in Italia del 1972
Le elezioni politiche in Italia del 1972 per il rinnovo dei due rami del Parlamento Italiano – la Camera dei deputati e il Senato della Repubblica – si tennero domenica 7 e lunedì 8 maggio 1972. Furono le prime elezioni anticipate della storia repubblicana, poiché per la prima volta il Presidente della Repubblica Giovanni Leone aveva sciolto le camere prima della naturale scadenza del quinquennio di legislatura.
Le consultazioni portarono ad una riconferma della Democrazia Cristiana come primo partito e riconsegnarono al centro-sinistra la maggioranza assoluta dei votanti e del Parlamento, con un lieve incremento, dovuto soprattutto all'avanzata dei repubblicani mentre socialisti e socialdemocratici confermano sostanzialmente i voti del disciolto PSU. L'opposizione di sinistra subì un arretramento a causa del declino del Partito Socialista Italiano di Unità Proletaria, che dimezzò il proprio risultato, mentre i comunisti, alla cui guida era da poco arrivato Enrico Berlinguer, si mantennero stabili. Sul fronte della destra, il Movimento Sociale Italiano raddoppiò i propri votanti, ottenendo il suo massimo storico, mentre i liberali subirono un forte arretramento.

## Sistema di voto
Le elezioni politiche del 1972 si tennero con il sistema di voto introdotto con il decreto legislativo luogotenenziale n. 74 del 10 marzo 1946, dopo essere stato approvato dalla Consulta Nazionale il 23 febbraio 1946. Concepito per gestire le elezioni dell'Assemblea Costituente previste per il successivo 2 giugno, il sistema fu poi recepito come normativa elettorale per la Camera dei deputati con la legge n. 6 del 20 gennaio 1948. Per quanto riguarda il Senato della Repubblica, i criteri di elezione vennero stabiliti con la legge n. 29 del 6 febbraio 1948 la quale, rispetto a quella per la Camera, conteneva alcuni piccoli correttivi in senso maggioritario, pur mantenendosi anch'essa in un quadro largamente proporzionale.
Secondo la suddetta legge del 1946, i partiti presentavano in ogni circoscrizione una lista di candidati. L'assegnazione di seggi alle liste circoscrizionali avveniva con un sistema proporzionale utilizzando il metodo dei divisori con quoziente Imperiali; determinato il numero di seggi guadagnati da ciascuna lista, venivano proclamati eletti i candidati che, all'interno della stessa, avessero ottenuto il maggior numero di preferenze da parte degli elettori, i quali potevano esprimere il loro gradimento per un massimo di quattro candidati.
I seggi e i voti residuati a questa prima fase venivano raggruppati poi nel collegio unico nazionale, all'interno del quale gli scranni venivano assegnati sempre col metodo dei divisori, ma utilizzando ora il quoziente Hare naturale ed esaurendo il calcolo tramite il metodo dei più alti resti.
Differentemente dalla Camera, la legge elettorale del Senato si articolava su base regionale, seguendo il dettato costituzionale (art. 57). Ogni Regione era suddivisa in tanti collegi uninominali quanti erano i seggi ad essa assegnati. All'interno di ciascun collegio, veniva eletto il candidato che avesse raggiunto il quorum del 65% delle preferenze: tale soglia, oggettivamente di difficilissimo conseguimento, tradiva l'impianto proporzionale su cui era concepito anche il sistema elettorale della Camera Alta. Qualora, come normalmente avveniva, nessun candidato avesse conseguito l'elezione, i voti di tutti i candidati venivano raggruppati in liste di partito a livello regionale, dove i seggi venivano allocati utilizzando il metodo D'Hondt delle maggiori medie statistiche e quindi, all'interno di ciascuna lista, venivano dichiarati eletti i candidati con le migliori percentuali di preferenza.

### Circoscrizioni
Il territorio nazionale italiano venne suddiviso alla Camera dei deputati in 32 circoscrizioni plurinominali e al Senato della Repubblica in 20 circoscrizioni plurinominali, corrispondenti alle regioni italiane.

#### Circoscrizioni della Camera dei deputati

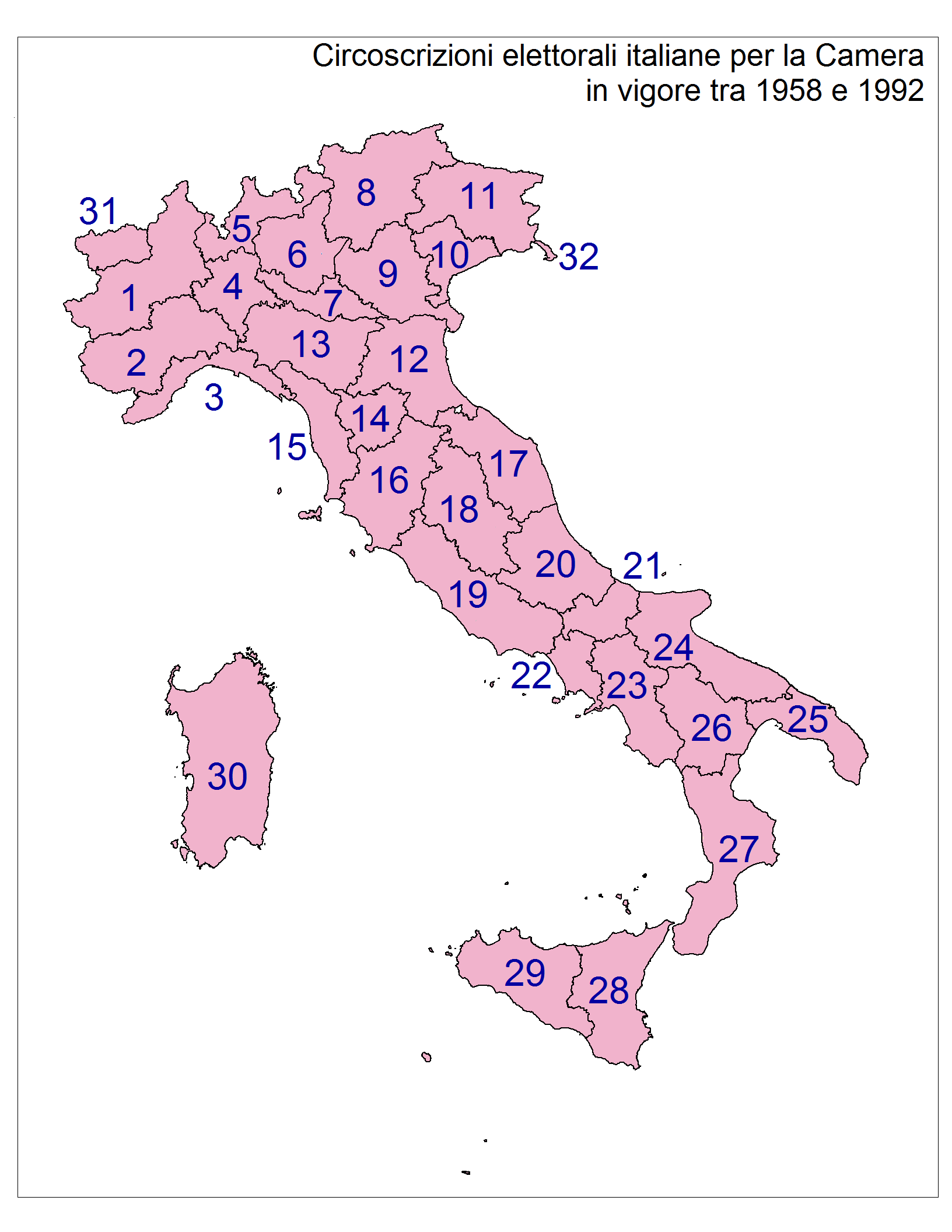
Le circoscrizioni per la Camera dei deputati.

Le circoscrizioni della Camera dei deputati furono le seguenti:
1. Torino (Torino, Novara, Vercelli);
2. Cuneo (Cuneo, Alessandria, Asti);
3. Genova (Genova, Imperia, La Spezia, Savona);
4. Milano (Milano, Pavia);
5. Como (Como, Sondrio, Varese);
6. Brescia (Brescia, Bergamo);
7. Mantova (Mantova, Cremona);
8. Trento (Trento, Bolzano);
9. Verona (Verona, Padova, Vicenza, Rovigo);
10. Venezia (Venezia, Treviso);
11. Udine (Udine, Belluno, Gorizia);
12. Bologna (Bologna, Ferrara, Ravenna, Forlì);
13. Parma (Parma, Modena, Piacenza, Reggio Emilia);
14. Firenze (Firenze, Pistoia);
15. Pisa (Pisa, Livorno, Lucca, Massa e Carrara);
16. Siena (Siena, Arezzo, Grosseto);
17. Ancona (Ancona, Pesaro, Macerata, Ascoli Piceno);
18. Perugia (Perugia, Terni, Rieti);
19. Roma (Roma, Viterbo, Latina, Frosinone);
20. L'Aquila (Aquila, Pescara, Chieti, Teramo);
21. Campobasso (Campobasso, Isernia);
22. Napoli (Napoli, Caserta);
23. Benevento (Benevento, Avellino, Salerno);
24. Bari (Bari, Foggia);
25. Lecce (Lecce, Brindisi, Taranto);
26. Potenza (Potenza, Matera);
27. Catanzaro (Catanzaro, Cosenza, Reggio Calabria);
28. Catania (Catania, Messina, Siracusa, Ragusa, Enna);
29. Palermo (Palermo, Trapani, Agrigento, Caltanissetta);
30. Cagliari (Cagliari, Sassari, Nuoro, Oristano);
31. Valle d'Aosta (Aosta);
32. Trieste (Trieste).

#### Circoscrizioni del Senato della Repubblica

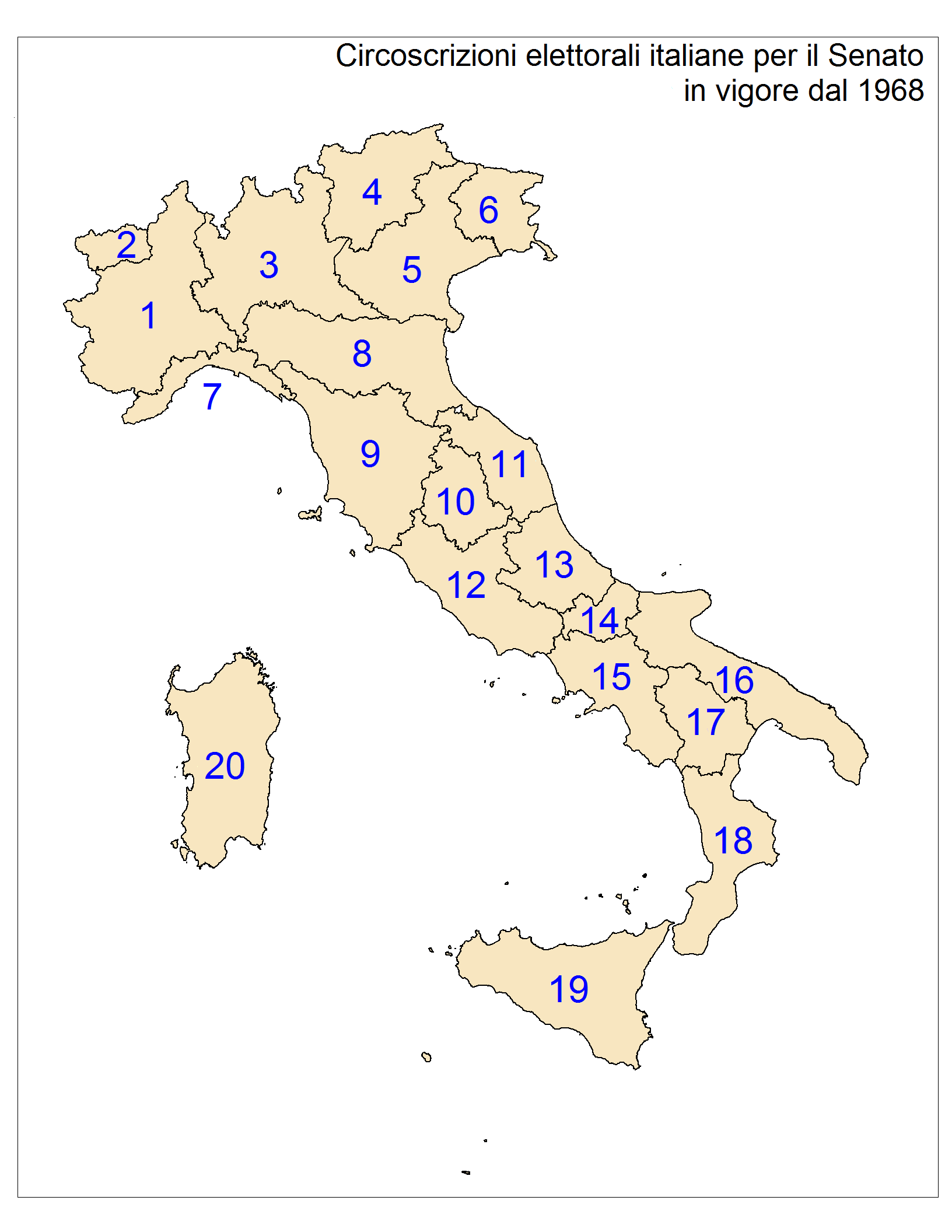
Le circoscrizioni per il Senato della Repubblica.

Le circoscrizioni del Senato della Repubblica invece erano le seguenti:
1. Piemonte;
2. Valle D'Aosta;
3. Lombardia;
4. Trentino-Alto Adige;
5. Veneto;
6. Friuli-Venezia Giulia;
7. Liguria;
8. Emilia-Romagna;
9. Toscana;
10. Umbria;
11. Marche;
12. Lazio;
13. Abruzzo;
14. Molise;
15. Campania;
16. Puglia;
17. Basilicata;
18. Calabria;
19. Sicilia;
20. Sardegna.

## Quadro politico
A seguito dell'autunno caldo del 1969, il centrosinistra visse una nuova spinta riformatrice che portò importanti risultati quali la legge sul divorzio (senza il sostegno della DC), lo statuto dei lavoratori, l'attuazione delle regioni e la costituzione della Commissione parlamentare antimafia. Tuttavia la stagione delle riforme si interruppe già l'anno successivo e venne sostituito da un lungo periodo di stagnazione politica. Nel frattempo fatti drammatici come la strage di Piazza Fontana, o inquietanti come la scoperta del tentativo del Golpe Borghese stavano creando un clima di inquietudine nel paese, rafforzato dalla radicalizzazione degli ambienti della sinistra extra-parlamentare nella quale cominciavano a prendere forma gruppi terroristici che consideravano la lotta armata come uno strumento legittimo della lotta politica.

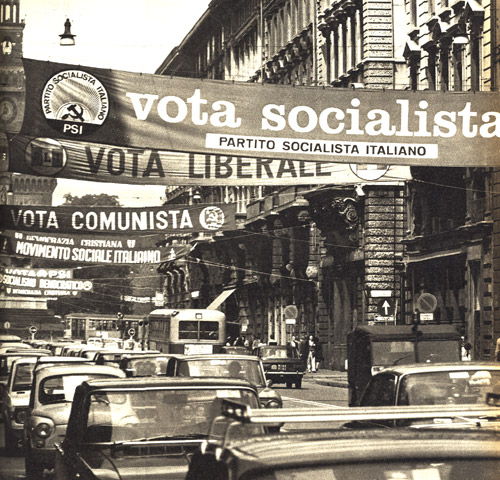
Campagna elettorale a Milano.

Nel febbraio del 1972 i socialisti abbandonarono il governo Colombo, aprendo una crisi politica a cui cercò di porre rimedio Giulio Andreotti. Il suo tentativo però fallì e il suo primo governo non ottenne la fiducia del Parlamento. Il Presidente della Repubblica Leone decise quindi di sciogliere anticipatamente le Camere e indire nuove elezioni. Ciò provocò le dure contestazioni del Partito Radicale, il quale sosteneva che le camere fossero state sciolte in anticipo per sfruttare ad arte la norma che impediva di tenere referendum nello stesso anno in cui si fossero tenute elezioni politiche. Questo, secondo gli stessi radicali, al fine di evitare lo svolgimento del referendum sulla cosiddetta «legge Fortuna-Baslini» in materia di divorzio.
Le elezioni furono le prime senza forze esplicitamente monarchiche. Il PDIUM non si presentò alle elezioni sostenendo il Movimento Sociale Italiano, e pochi mesi dopo il voto si sciolse definitivamente confluendo nel MSI. Ciò rientrava nel disegno del leader missino Giorgio Almirante che, lanciando la formula della Destra Nazionale, mirava a rendere il movimento erede della Repubblica di Salò, specie dopo il successo in molte regioni alle elezioni regionali del 1970 e alle elezioni regionali siciliane dell'anno successivo, come il raccoglitore unico per tutte le forze di destra. Inoltre i missini ebbero particolare visibilità durante i Moti di Reggio e seppero sfruttare la Strategia della tensione per rilanciare l'esigenza di uno Stato forte. Queste elezioni segnarono anche la prima partecipazione alla competizione elettorale de Il manifesto, che si presentò con una propria lista per il Parlamento, mettendo Pietro Valpreda come capolista.   

### Principali forze politiche
| Partito | Partito                                                | Collocazione    | Ideologia principale      | Segretario           | Foto |
| ------- | ------------------------------------------------------ | --------------- | ------------------------- | -------------------- | ---- |
|         | Democrazia Cristiana (DC)                              | Centro          | Cristianesimo democratico | Arnaldo Forlani      |      |
|         | Partito Comunista Italiano (PCI)                       | Sinistra        | Comunismo                 | Enrico Berlinguer    |      |
|         | Partito Socialista Italiano (PSI)                      | Sinistra        | Socialismo democratico    | Francesco De Martino |      |
|         | Movimento Sociale Italiano - Destra Nazionale (MSI-DN) | Estrema destra  | Neofascismo               | Giorgio Almirante    |      |
|         | Partito Socialista Democratico Italiano (PSDI)         | Centro-sinistra | Socialdemocrazia          | Flavio Orlandi       |      |
|         | Partito Liberale Italiano (PLI)                        | Centro-destra   | Liberalismo               | Giovanni Malagodi    |      |
|         | Partito Repubblicano Italiano (PRI)                    | Centro          | Repubblicanesimo          | Ugo La Malfa         |      |

## Risultati

### Camera dei deputati

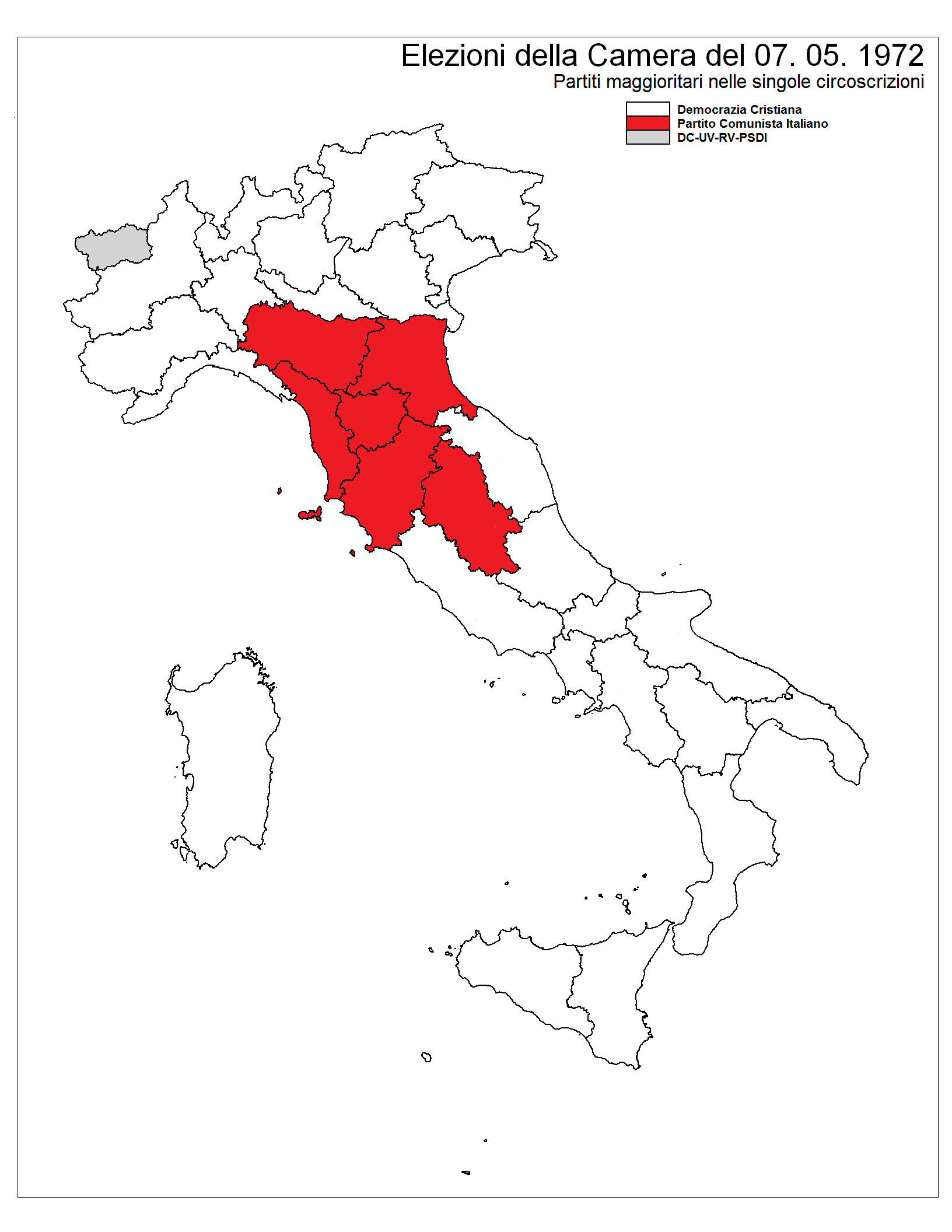
Partiti maggioritari nelle singole circoscrizioni elettorali.

|                                                                  |                                                         |            |        |       |                |         |
| Partito                                                          | Partito                                                 | Voti       | %      | Seggi | Differenza (%) | /       |
|                                                                  | Democrazia Cristiana (DC)                               | 12.912.466 | 38,66  | 266   | 0,46           | Stabile |
|                                                                  | Partito Comunista Italiano (PCI)                        | 9.068.961  | 27,15  | 179   | 0,24           | 2       |
|                                                                  | Partito Socialista Italiano (PSI)                       | 3.208.497  | 9,61   | 61    | -              | Stabile |
|                                                                  | Movimento Sociale Italiano - Destra Nazionale (MSI-DN)  | 2.894.722  | 8,67   | 56    | 4,22           | 32      |
|                                                                  | Partito Socialista Democratico Italiano (PSDI)          | 1.718.142  | 5,14   | 29    | -              | 1       |
|                                                                  | Partito Liberale Italiano (PLI)                         | 1.300.439  | 3,89   | 20    | 1,94           | 11      |
|                                                                  | Partito Repubblicano Italiano (PRI)                     | 954.357    | 2,86   | 15    | 0,89           | 6       |
|                                                                  | Partito Socialista Italiano di Unità Proletaria (PSIUP) | 648.591    | 1,94   | 0     | 2,51           | 23      |
|                                                                  | Il manifesto                                            | 224.313    | 0,67   | 0     | -              | -       |
|                                                                  | Partito Popolare Sudtirolese (SVP)                      | 153.674    | 0,46   | 3     | 0,02           | Stabile |
|                                                                  | Movimento Politico dei Lavoratori (MPL)                 | 120.251    | 0,36   | 0     | -              | -       |
|                                                                  | Partito Comunista (Marxista-Leninista) Italiano (PCMLI) | 86.038     | 0,26   | 0     | -              | -       |
|                                                                  | DC-UV-RV-PSDI                                           | 34.083     | 0,10   | 1     | -              | 1       |
|                                                                  | Altre liste                                             | 79.014     | 0,23   | 0     | -              | 6       |
| Totale                                                           | Totale                                                  | 33.403.548 | 100,00 | 630   |                |         |
| Fonte: Archivio storico delle elezioni - Ministero dell'Interno. |                                                         |            |        |       |                |         |

### Senato della Repubblica

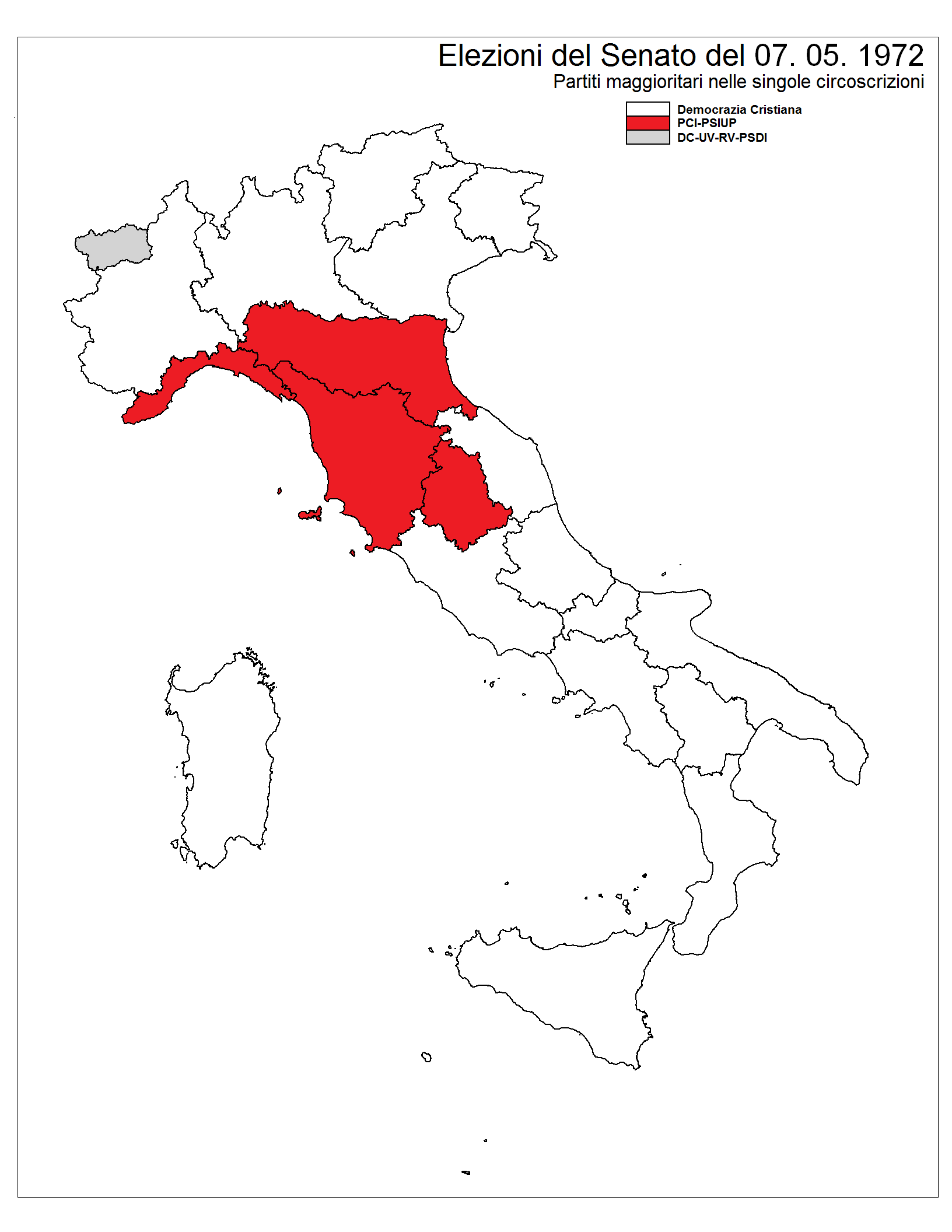
Partiti maggioritari nelle singole circoscrizioni elettorali.

|                                                                  |                                                        |            |        |       |                |         |
| Partito                                                          | Partito                                                | Voti       | %      | Seggi | Differenza (%) | /       |
|                                                                  | Democrazia Cristiana (DC)                              | 11.465.529 | 38,07  | 135   | 0,27           | Stabile |
|                                                                  | PCI-PSIUP                                              | 8.312.828  | 27,60  | 91    | 2,40           | 10      |
|                                                                  | Partito Socialista Italiano (PSI)                      | 3.225.707  | 10,71  | 33    | 4,51           | 2       |
|                                                                  | Movimento Sociale Italiano - Destra Nazionale (MSI-DN) | 2.766.986  | 9,19   | 26    | 4,63           | 15      |
|                                                                  | Partito Socialista Democratico Italiano (PSDI)         | 1.613.810  | 5,36   | 11    | -              | Stabile |
|                                                                  | Partito Liberale Italiano (PLI)                        | 1.319.175  | 4,38   | 8     | 2,41           | 8       |
|                                                                  | Partito Repubblicano Italiano (PRI)                    | 918.440    | 3,05   | 5     | 0,88           | 3       |
|                                                                  | PCI-PSIUP-Partito Sardo d'Azione (PCI-PSIUP-PSd'Az)    | 189.534    | 0,63   | 3     | -              | 3       |
|                                                                  | Partito Popolare Sudtirolese (SVP)                     | 113.452    | 0,38   | 2     | 0,12           | Stabile |
|                                                                  | PCI-PSIUP-PSI                                          | 41.833     | 0,14   | 0     | -              | -       |
|                                                                  | PSDI-PRI                                               | 31.953     | 0,11   | 0     | -              | -       |
|                                                                  | DC-UV-RV-PSDI                                          | 31.114     | 0,10   | 1     | -              | 1       |
|                                                                  | Tirol                                                  | 28.735     | 0,10   | 0     | -              | -       |
|                                                                  | Altre liste                                            | 83.333     | 0,18   | 0     | -              | 2       |
| Totale                                                           | Totale                                                 | 30.116.057 | 100,00 | 315   |                |         |
| Fonte: Archivio storico delle elezioni - Ministero dell'Interno. |                                                        |            |        |       |                |         |

### Riepilogo assegnazione seggi
Di seguito l'attribuzione finale dei seggi per ciascun partito alla Camera e al Senato:
|        |        |  |         |         |
| ------ | ------ |  | ------- | ------- |
| DC     | DC     |  | 266/630 | 266/630 |
| PCI    | PCI    |  | 179/630 | 179/630 |
| PSI    | PSI    |  | 61/630  | 61/630  |
| MSI-DN | MSI-DN |  | 56/630  | 56/630  |
| PSDI   | PSDI   |  | 29/630  | 29/630  |
| PLI    | PLI    |  | 20/630  | 20/630  |
| PRI    | PRI    |  | 15/630  | 15/630  |
| PPST   | PPST   |  | 3/630   | 3/630   |
| Altri  | Altri  |  | 1/630   | 1/630   |

|        |        |  |         |         |
| ------ | ------ |  | ------- | ------- |
| DC     | DC     |  | 135/315 | 135/315 |
| PCI    | PCI    |  | 83/315  | 83/315  |
| PSI    | PSI    |  | 33/315  | 33/315  |
| MSI-DN | MSI-DN |  | 26/315  | 26/315  |
| PSDI   | PSDI   |  | 11/315  | 11/315  |
| PSIUP  | PSIUP  |  | 11/315  | 11/315  |
| PLI    | PLI    |  | 8/315   | 8/315   |
| PRI    | PRI    |  | 5/315   | 5/315   |
| PPST   | PPST   |  | 2/315   | 2/315   |
| UV     | UV     |  | 1/315   | 1/315   |

## Analisi territoriale del voto

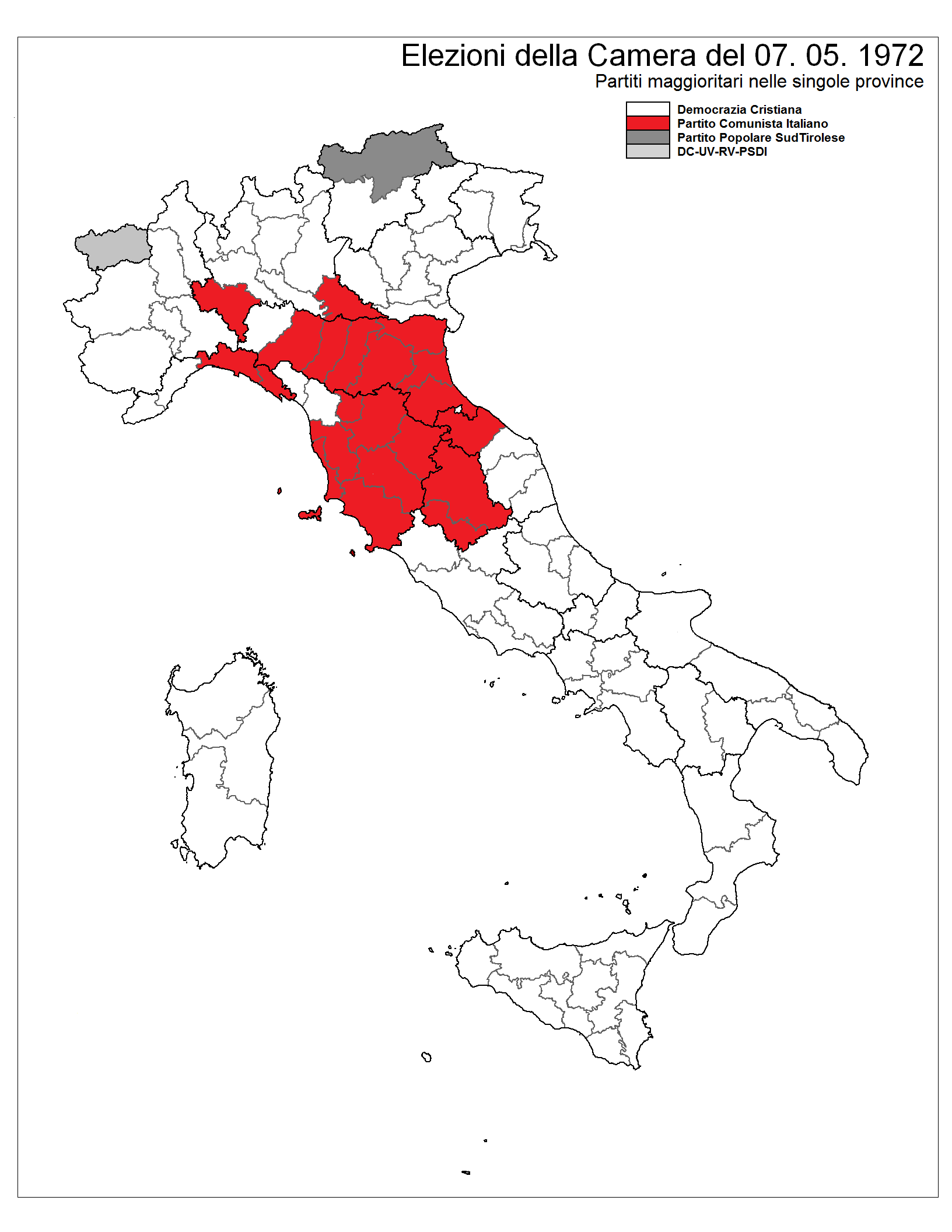
Partiti maggioritari nelle singole province per la Camera.

La Democrazia Cristiana risulta più o meno stabile nel Centro-Nord con delle contrazioni nel Nord e degli incrementi nelle «Regioni Rosse». Più variegati i risultati del Sud dove l'andamento cambia notevolmente da regione a regione; a fianco a forti crescite nell'interno campano, a Trapani e in Molise, dove guadagna il 5% dei consensi, si registrano notevoli arretramenti in Puglia, a Catania e in Calabria dove arriva a perdere il 6% dei voti in Provincia di Reggio Calabria. Ciononostante la distribuzione del voto democristiano non subisce radicali modifiche nel Mezzogiorno. La DC infatti si conferma molto tonica, spesso sopra il 50% dei voti, in Molise, Campania, Abruzzo e Basilicata, che si aggiungono alle zone forti del Nord, Alta Lombardia, Triveneto, Cuneo e Lucca. Resta invece debole nelle «Regioni Rosse», nel Nord-Ovest a Roma e da questa tornata anche a Napoli.
Il Partito Comunista Italiano risulta pressoché stabile a livello nazionale ma non a livello locale. Esso infatti cresce moderatamente nel Nord e in modo importante in Toscana, Abruzzo, Calabria e Sardegna, mentre subisce un arretramento nel Lazio, in Campania, Puglia, Basilicata e Sicilia. Le «Regioni Rosse», ovvero Emilia-Romagna, Toscana, Umbria e Marche, e il Nord-Ovest si confermano le principali roccaforti comuniste seguite da Sicilia meridionale, provincia di Foggia, a cui si aggiungono anche Sardegna e le regioni ioniche dove i comunisti ottengono risultati sopra la media. Si confermano più ostili al PCI le restanti regioni del Sud, l'Alta Lombardia, il Nord-Est, con l'esclusione delle zone costiere dove prosegue l'avanzata comunista, e la Provincia di Cuneo dove i comunisti registrano il loro risultato peggiore.
Dopo la separazione di PSI e PSDI, il Partito Socialista Italiano, in calo del 4% rispetto al 1963, mantiene gran parte del suo elettorato tradizionale. Con l'esclusione del Veneto Centrale, il Nord resta la zona di maggior influenza socialista soprattutto le province di Sondrio, Cuneo, Belluno, il Friuli, la Bassa Lombardia e le zone lambite dal Ticino. A queste si aggiungono in questa tornata alcune province meridionali come Siracusa e Cosenza dove il PSI ottiene ottimi risultati. Nel resto del Sud i socialisti ottengono risultati nella media o poco al di sotto. Fa eccezione il Molise, dove il PSI scende sotto il 4%, e che quindi insieme al Centro risulta la zona più debole per i socialisti.
Il Movimento Sociale Italiano incrementa fortemente i propri voti su tutto il territorio. Nel Nord cresce mediamente del 2% ottenendo comunque risultati ben al di sotto della media, con la solita eccezione di Trieste dove il MSI supera il 12%. Nel Centro-Sud, che si conferma la zona più forte per i missini, il MSI consolida la sua posizione di terzo partito incrementando notevolmente i suoi consensi. In particolare si registrano delle crescite eccezionali nel Lazio e nelle grandi città del Sud, come Napoli (+12%), Reggio Calabria (+14%) dove il MSI conquista il capoluogo di provincia, e Catania (+16%) in cui i missini ottengono il 23% e sono il secondo partito.
Il Partito Socialista Democratico Italiano si mantiene molto radicato nel Nord Italia e conferma molte delle sue roccaforti come il Piemonte, l'estremo Nord-Est, l'Emilia orientale e la provincia di Piacenza. Nel Centro-Sud resta generalmente più debole con l'eccezione del Molise dove registra ottimi risultati che collocano la regione tra le zone forti dei socialdemocratici.
Il Partito Liberale Italiano subisce un forte arretramento a seguito di un generale calo di consenso che raggiunge il suo apice negativo nelle province di Genova, Milano, Roma e Messina dove arriva a perdere il 5% dei voti. In tutte queste province i liberali mantengono comunque buoni risultati che permettono di collocarle tra le zone forti del partito insieme al Nord-Ovest, e le province di Trieste e Benevento, in cui il PLI raggiunge il 10% dei consensi. Si conferma invece molto debole, ai limiti dell'irrilevanza nel resto del Centrosud.
Il Partito Repubblicano Italiano cresce quasi ovunque facendo registrare dei cali solo in Sicilia, soprattutto nelle province di Enna e Trapani in cui perde il 4%, e in Calabria. Con queste elezioni la distribuzione geografica del voto repubblicano cambia notevolmente spostandosi verso Nord. Nel Centro-Sud infatti si mantengono delle isolate roccaforti, come la Romagna, la costa Toscana, il Lazio, le Marche centrali e le province di Salerno e Trapani, dove il partito ottiene consensi eccezionali, ma al di fuori di queste i risultati sono piuttosto bassi e talvolta inferiori al 1%. Al contrario, nel Nord i risultati sono più omogenei, anche se più elevati verso occidente, e non risultano zone di particolare debolezza.
Il Partito Socialista Italiano di Unità Proletaria registra un calo generalizzato di consensi abbastanza omogeneo, concentrato soprattutto là dove nella precedente consultazione aveva registrato i risultati più elevati, come ad esempio nella Provincia di Massa dove perde il 5% dei voti. Si conferma più forte nel Centronord, e nelle isole maggiori, toccando un massimo del 4% in Provincia di Enna, mentre nel resto del Sud si mantiene piuttosto debole.
Anche in queste elezioni il distacco tra DC e PCI continua a diminuire sebbene in misura più attenuata, mantenendosi al di sopra del 10%. Non ci sono conquiste di province da entrambe le parti ma prosegue un generale rafforzamento del PCI nelle «Regioni Rosse», nel Nord-Ovest e nelle province di Roma e Napoli dove lo scudo crociato si impone per pochi punti percentuali. La DC invece mantiene la sua roccaforte nel lombardo-veneto e si rafforza nel Centro-Sud, con la sola eccezione della Calabria.

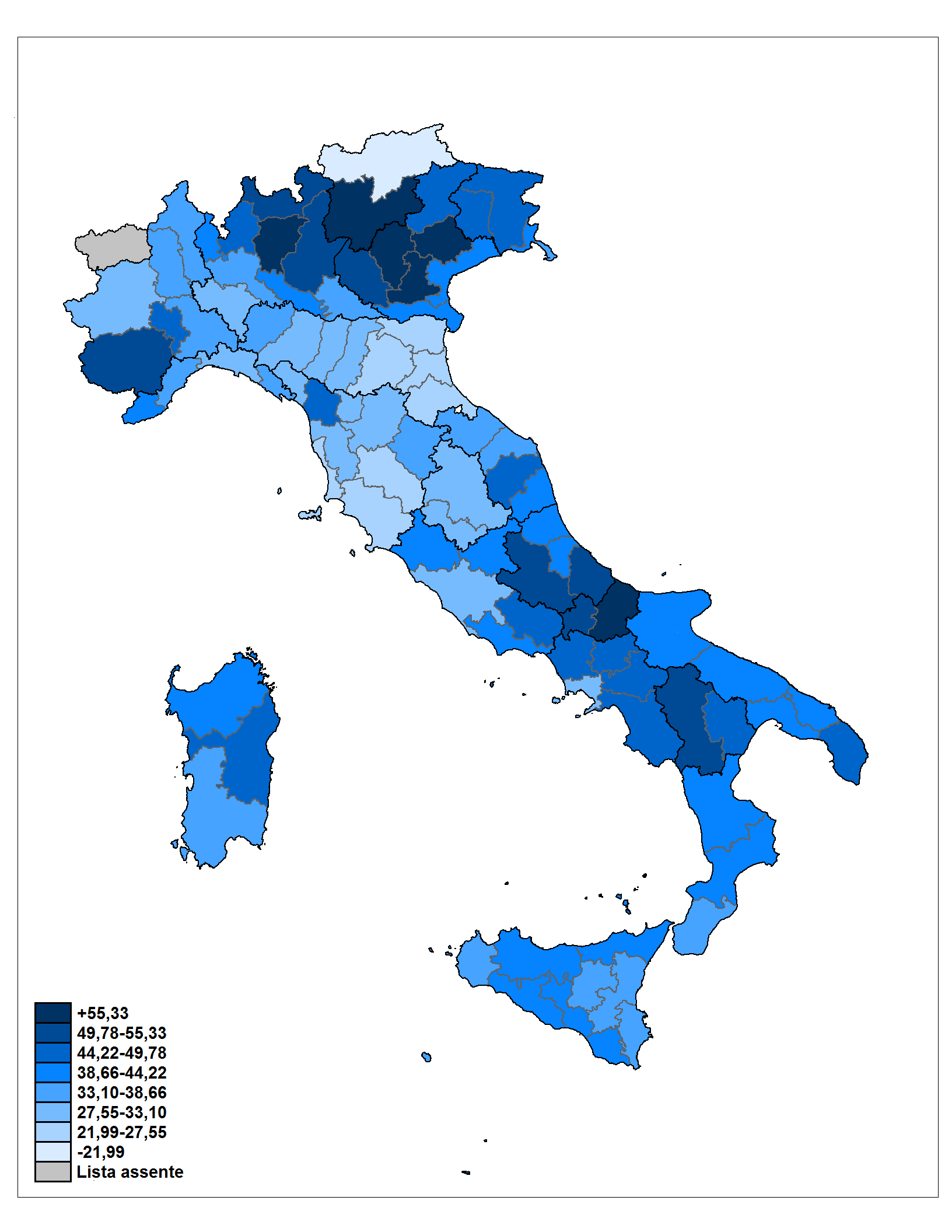
Democrazia Cristiana.
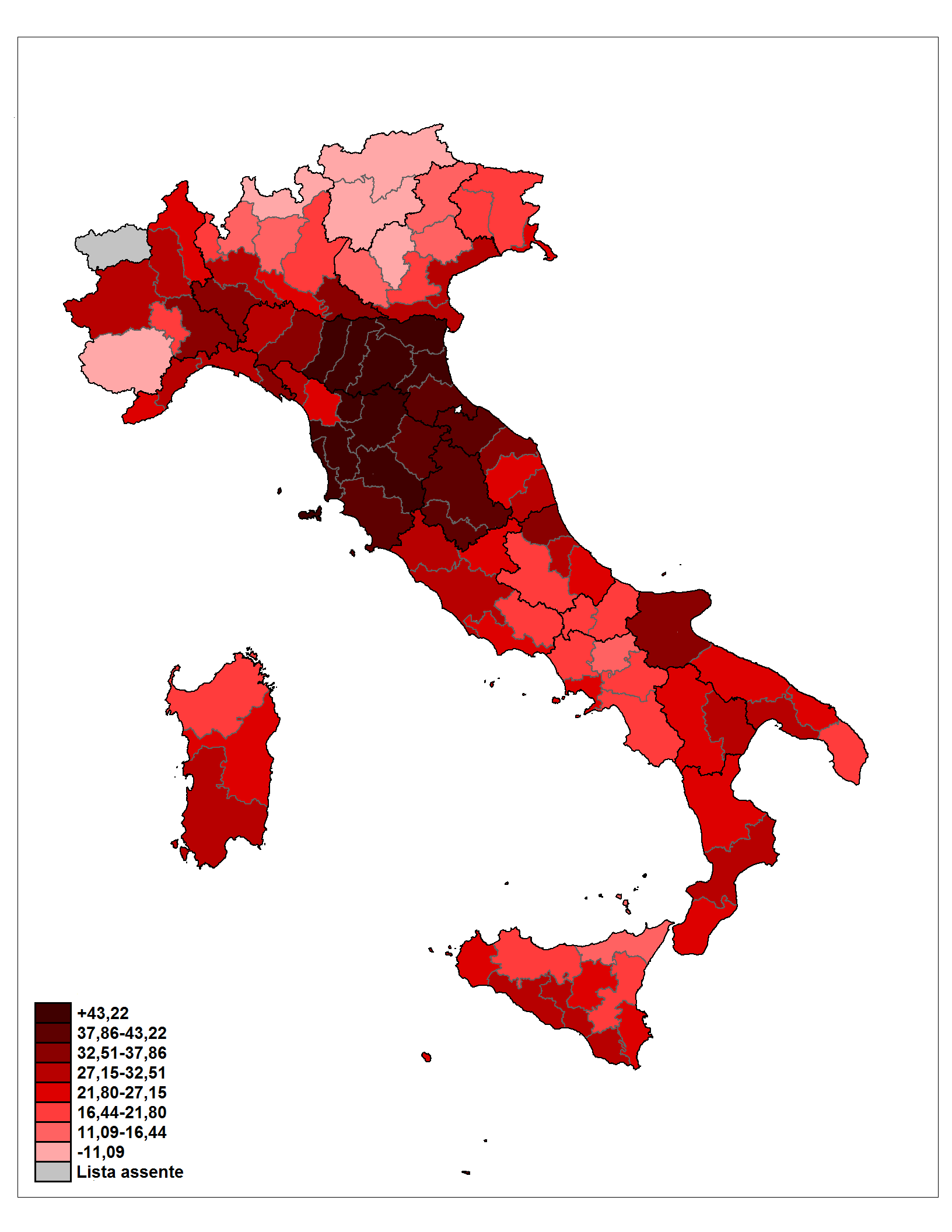
Partito Comunista Italiano.
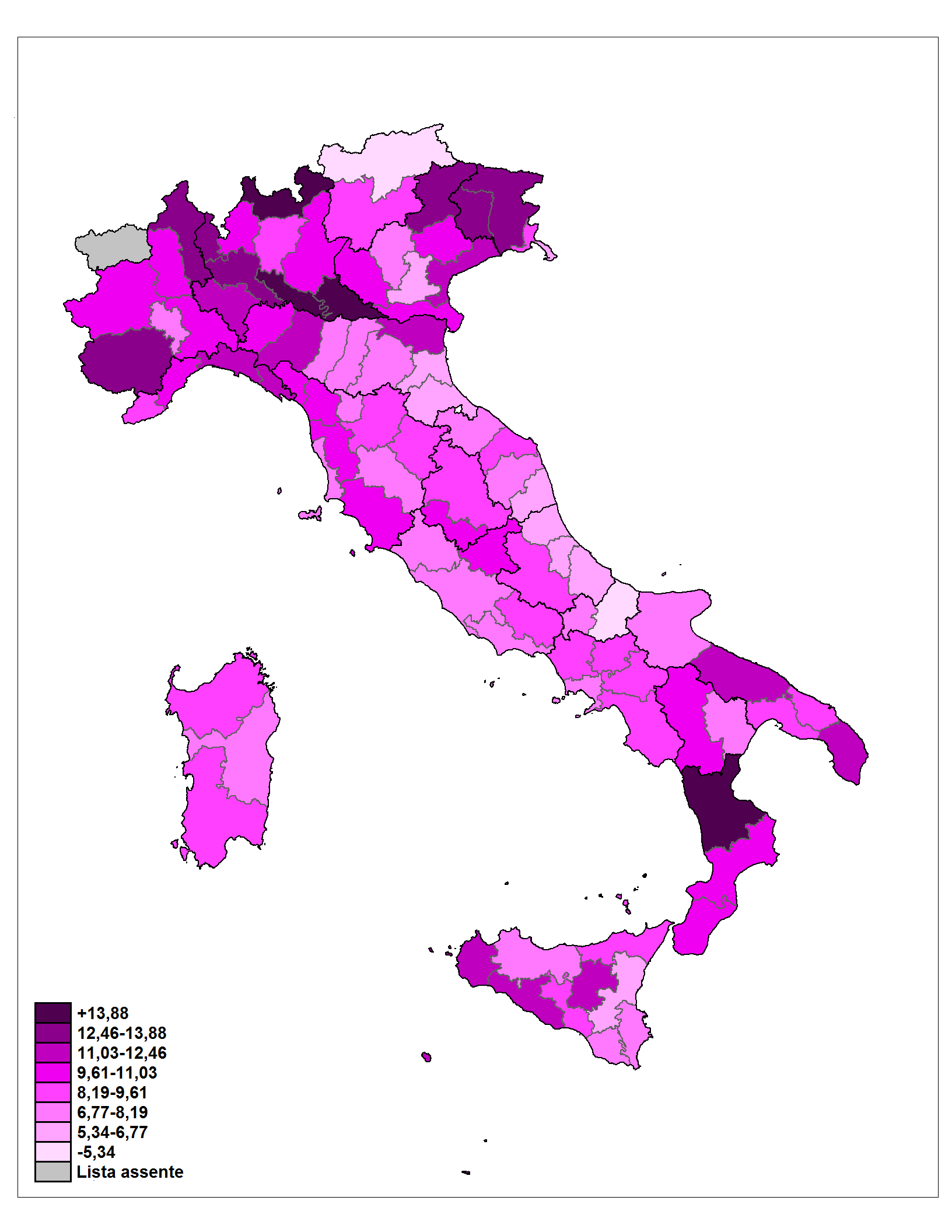
Partito Socialista Italiano.
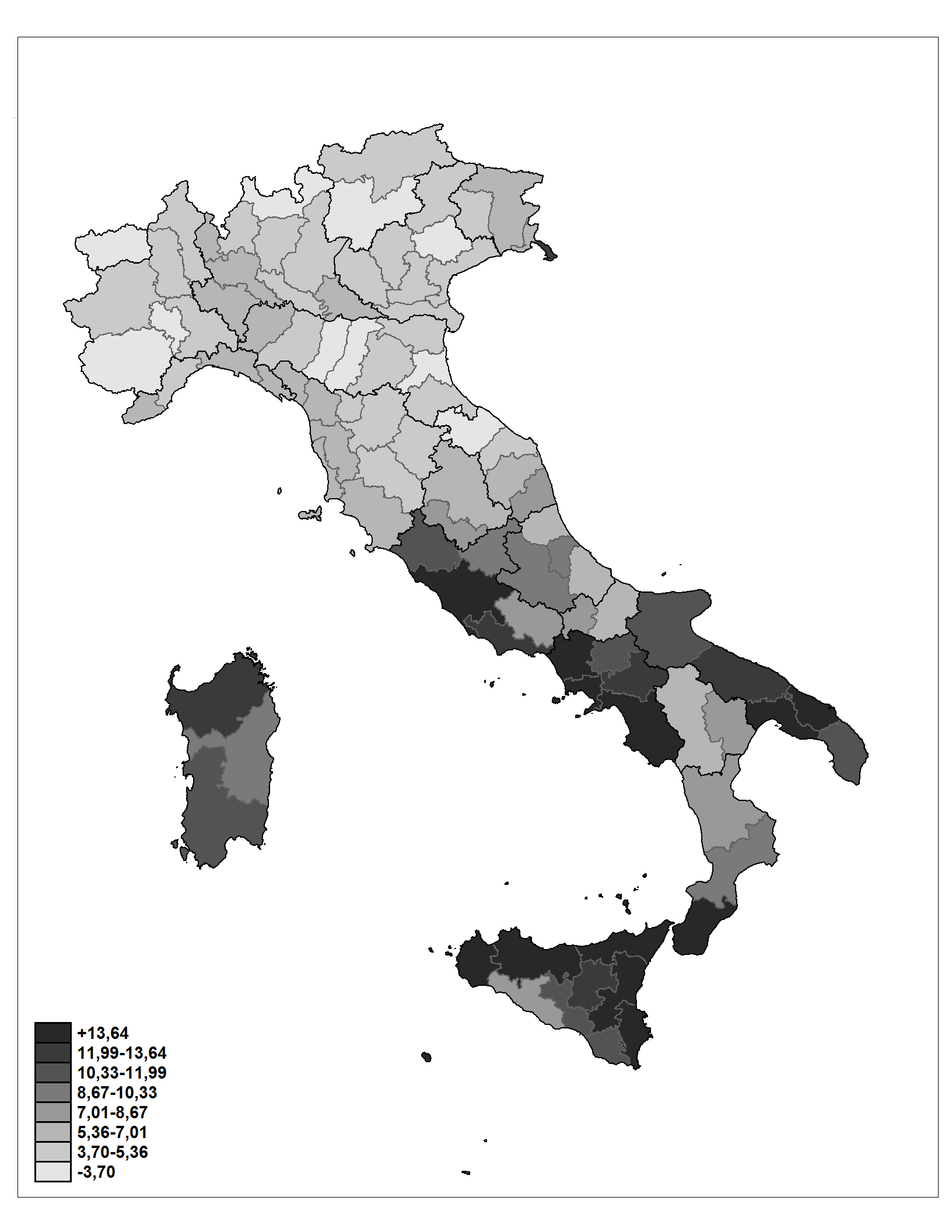
Movimento Sociale Italiano.
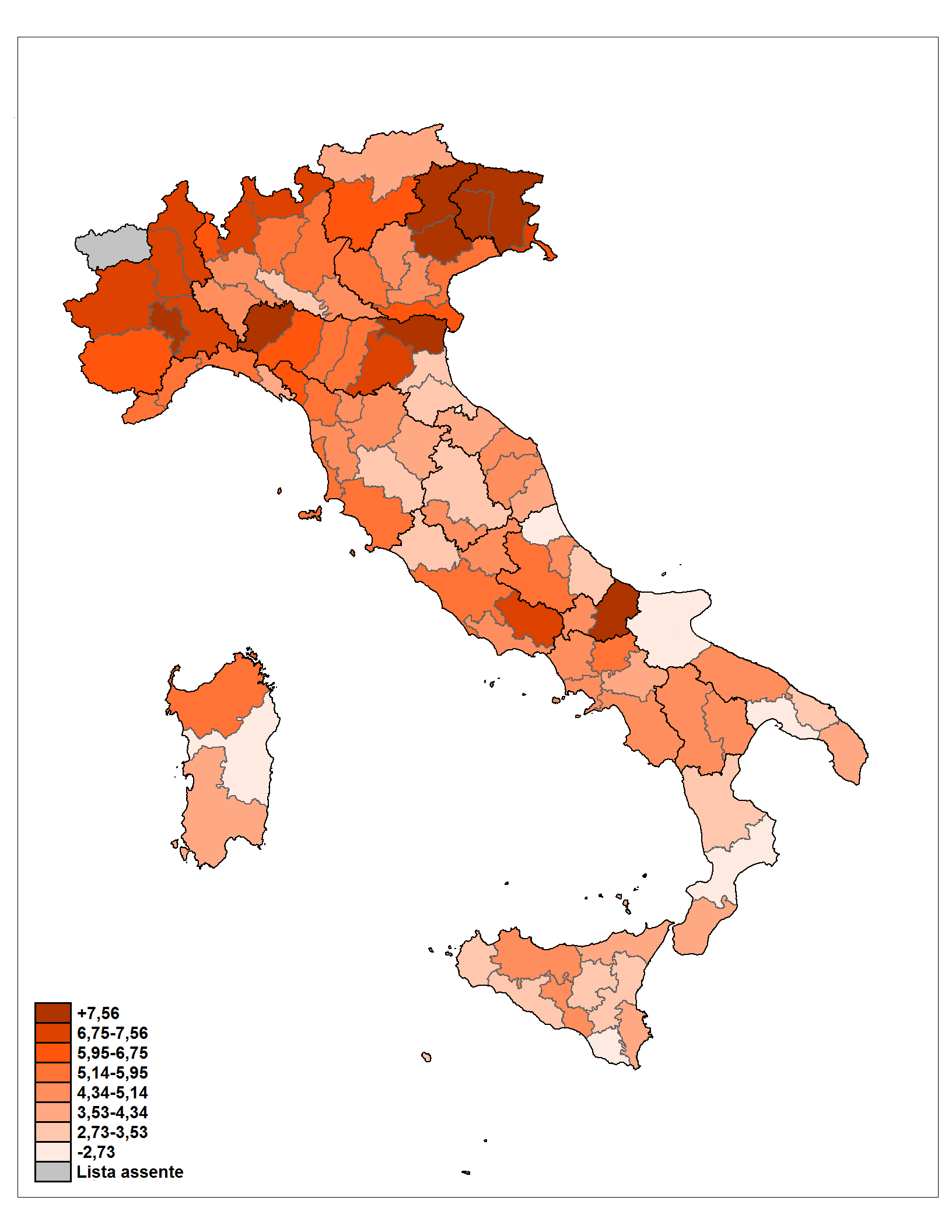
Partito Socialista Democratico Italiano.
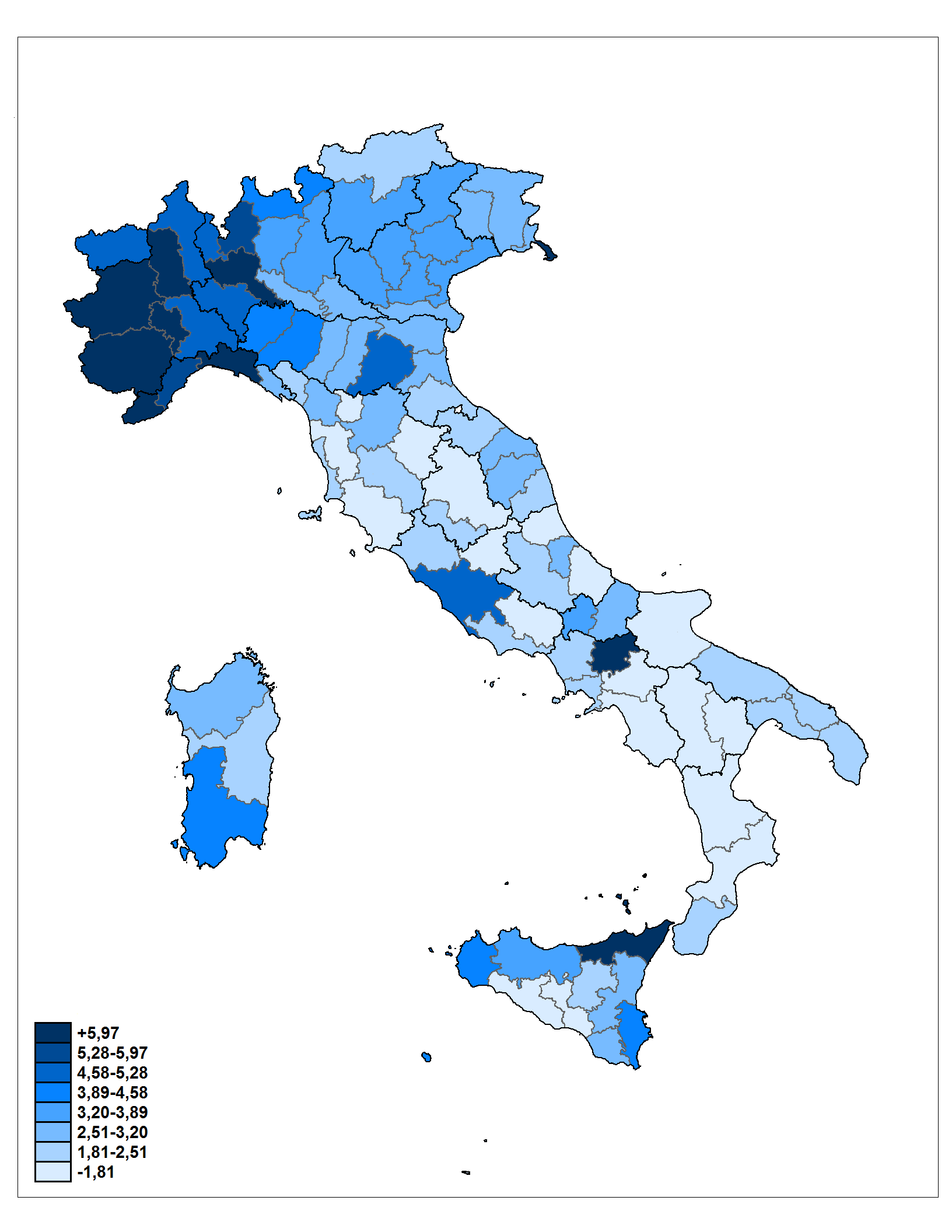
Partito Liberale Italiano.
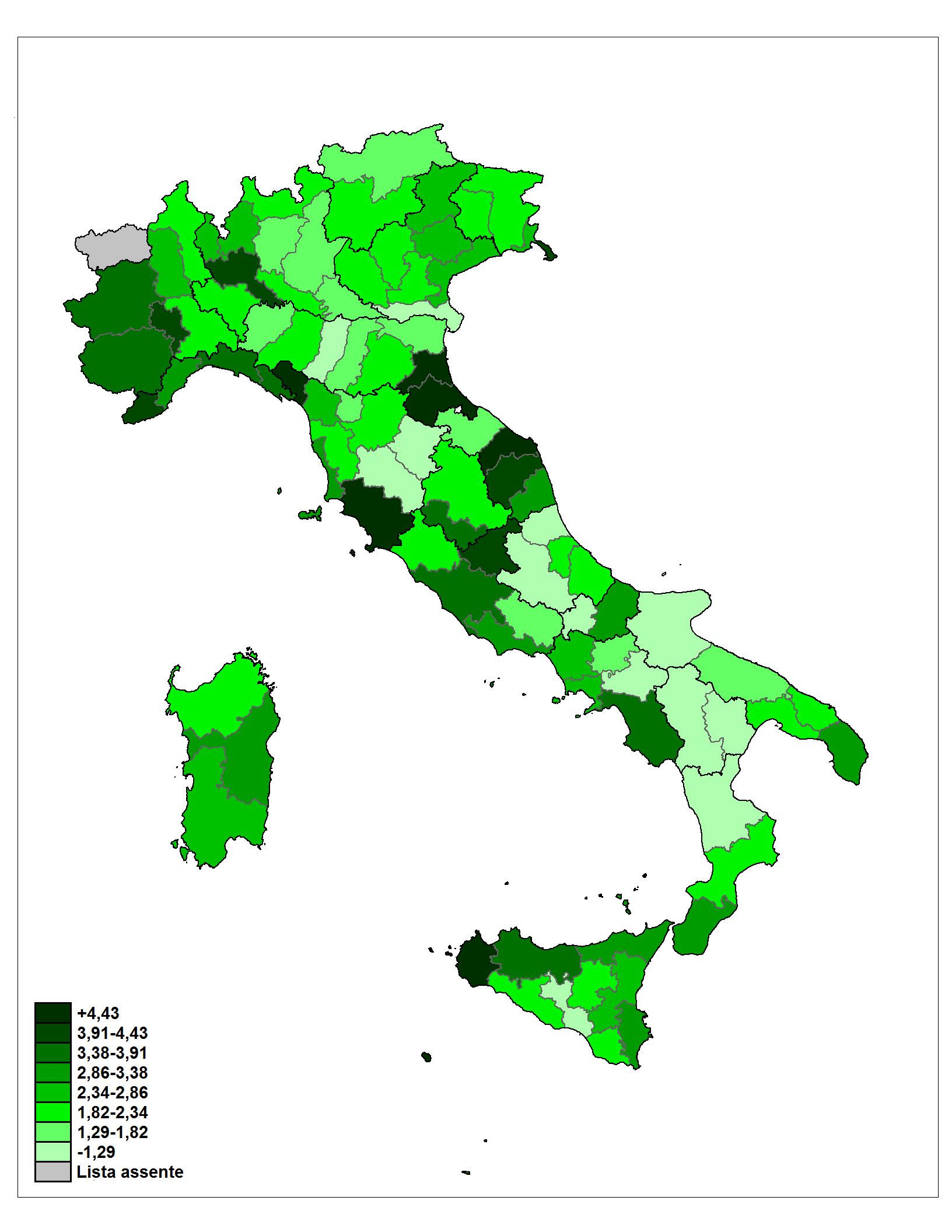
Partito Repubblicano Italiano.
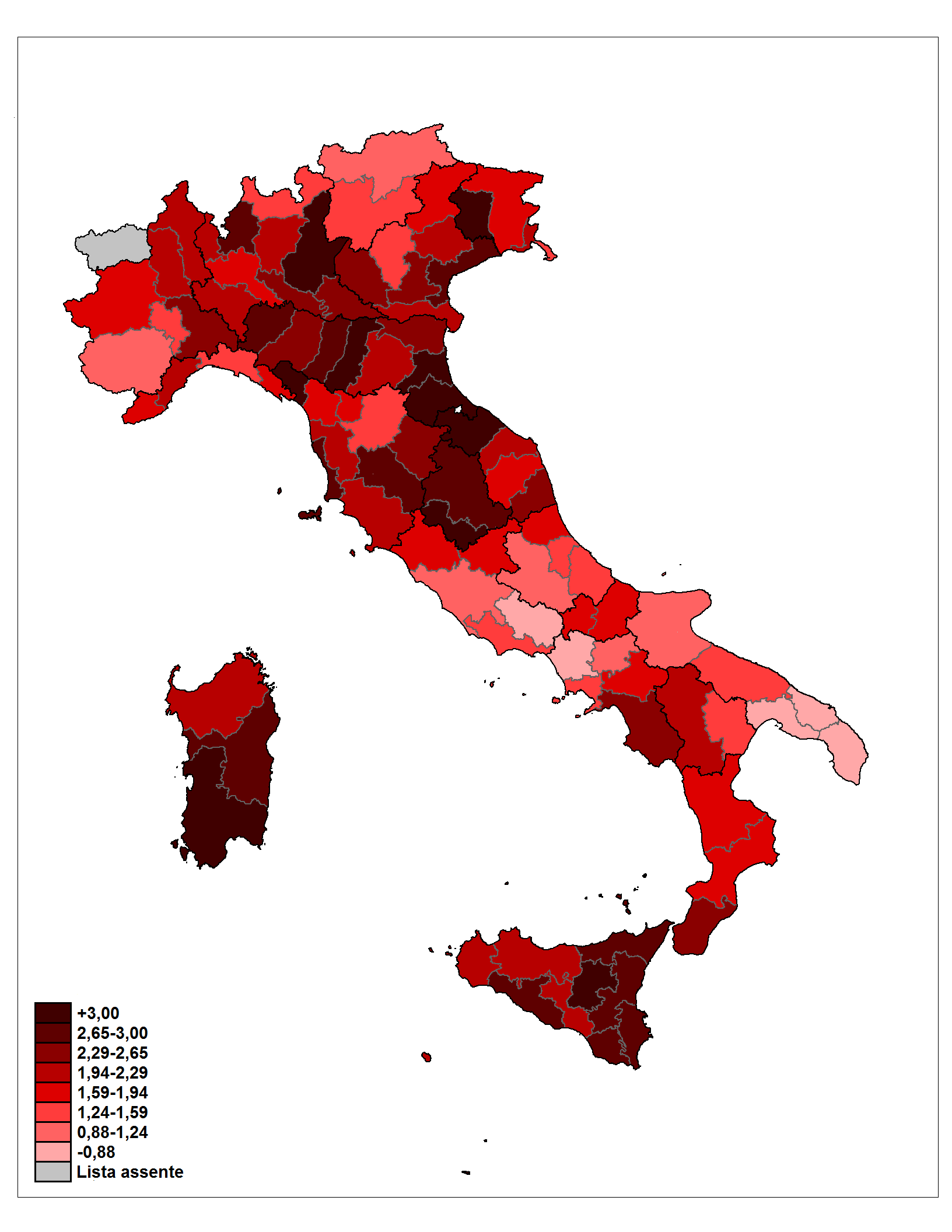
Partito Socialista Italiano di Unità Proletaria.
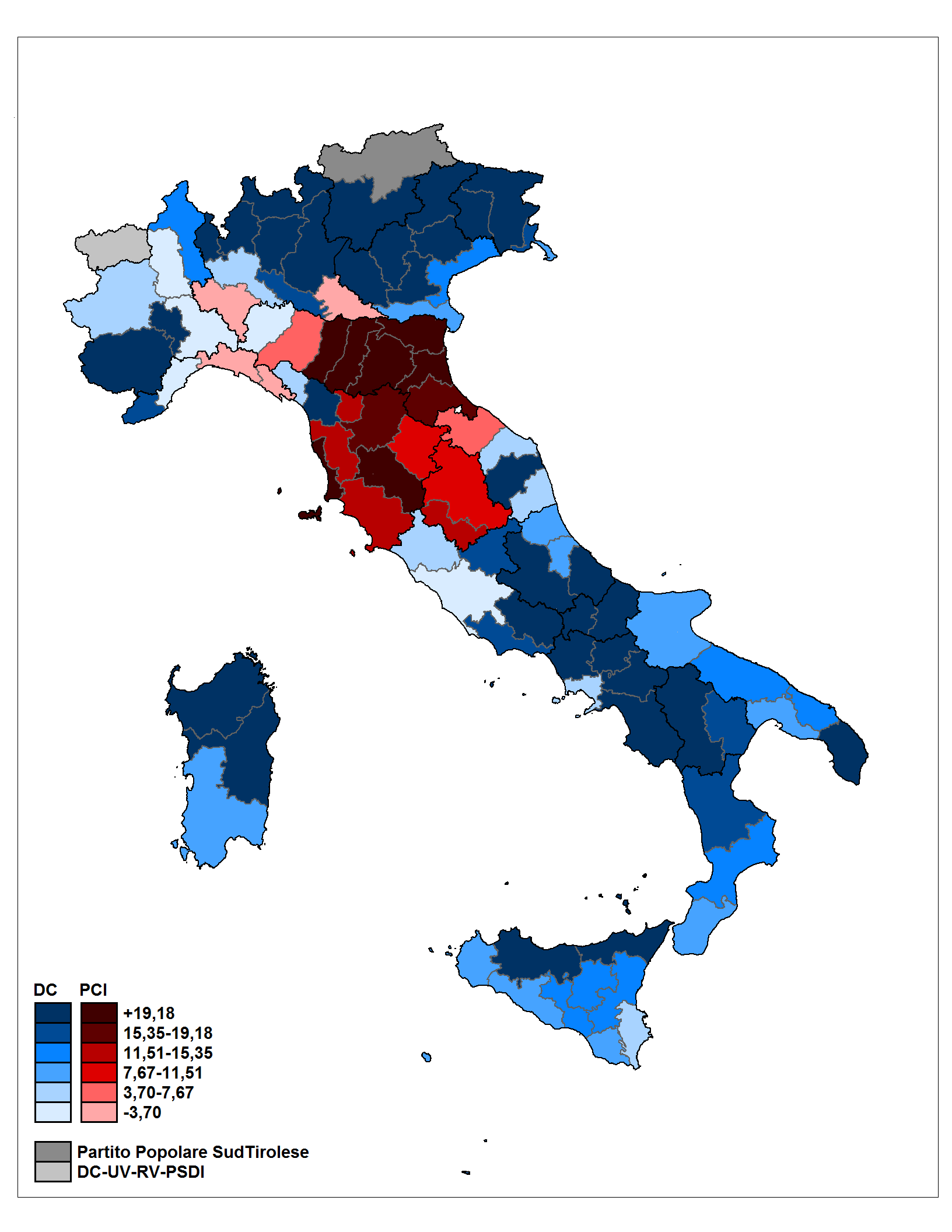
Distacco tra DC e PCI.

## Conseguenze del voto
Le divergenze tra socialisti e democristiani, che avevano fatto concludere anticipatamente la legislatura precedente, si mantennero anche dopo il voto, tanto che Andreotti formò un governo composto da DC, PSDI e PLI, per la prima volta al governo dal 1957, con l'appoggio esterno del PRI e senza il sostegno del PSI. Il governo, che rappresentava un debole tentativo di ritorno al centrismo, cadde dopo un anno e Andreotti fu sostituito da Rumor che ripropose la formula del centrosinistra. Dopo solo un anno tornarono a presentarsi dissensi nella coalizione di governo che decretarono la caduta di Rumor e il ritorno di Moro a guida di un governo centrista ma sostenuto anche da socialisti e socialdemocratici.